# Valencia Open 500 2012
Il Valencia Open 500 2012 è stato un torneo di tennis giocato su campi in cemento al coperto. È stata la 18ª edizione dell'evento conosciuto come Valencia Open 500 o Open de Tenis Comunidad Valenciana, ed appartiene alla categoria ATP World Tour 500 series nell'ambito dell'ATP World Tour 2012. Gli incontri si sono disputati al Ciutat de les Arts i les Ciències di Valencia, in Spagna, dal 20 al 28 ottobre 2012.
L'ex numero uno al mondo Juan Carlos Ferrero ha annunciato il ritiro dal tennis professionistico dopo la fine del torneo, per cui gli è stata assegnata una wild-card. Per celebrare la carriera del tennista valenciano si sono svolte diverse attività nel corso del torneo.

## Partecipanti

### Teste di serie
| Nazionalità | Giocatore          | Ranking* | Testa di serie |
| ----------- | ------------------ | -------- | -------------- |
| Spagna      | David Ferrer       | 5        | 1              |
| Francia     | Jo-Wilfried Tsonga | 7        | 2              |
| Serbia      | Janko Tipsarević   | 9        | 3              |
| Argentina   | Juan Mónaco        | 10       | 4              |
| Stati Uniti | John Isner         | 11       | 5              |
| Spagna      | Nicolás Almagro    | 12       | 6              |
| Croazia     | Marin Čilić        | 14       | 7              |
| Canada      | Milos Raonic       | 15       | 8              |

* Ranking al 15 ottobre 2012.

### Altri partecipanti
I seguenti giocatori hanno ricevuto una wild card per il tabellone principale:
- Juan Carlos Ferrero
- Lleyton Hewitt
- Tommy Robredo

I seguenti giocatori sono passati dalle qualificazioni:

- Jan Hájek
- Olivier Rochus
- Ivan Dodig
- Rajeev Ram

## Campioni

### Singolare
David Ferrer ha sconfitto in finale  Aleksandr Dolhopolov per 6-1, 3-6, 6-4.
- È il diciassettesimo titolo in carriera, sesto nel 2012 per Ferrer.

### Doppio
Alexander Peya /  Bruno Soares hanno sconfitto in finale  David Marrero /  Fernando Verdasco per 6-3, 6-2.